# Bellos consejos
Beaux conseils
L'eau-forte Bellos consejos (en français Beaux conseils) est une gravure de la série Los caprichos du peintre espagnol Francisco de Goya. Elle porte le numéro quinze dans la série des 80 gravures. Elle a été publiée en 1799.

## Interprétations de la gravure
Il existe divers manuscrits contemporains qui expliquent les planches des Caprichos. Celui qui se trouve au Musée du Prado est considéré comme un autographe de Goya, mais semble plutôt chercher à dissimuler et à trouver un sens moralisateur qui masque le sens plus risqué pour l'auteur. Deux autres, celui qui appartient à Ayala et celui qui se trouve à la Bibliothèque nationale, soulignent la signification plus décapante des planches.
- Explication de cette gravure dans le manuscrit du Musée du Prado :
Los consejos son dignos de quien los da. Lo peor es que la señorita va a seguirlos al pie de la letra.¡Desdichado del que se acerque!.
(Les conseils sont dignes de celle qui les donne. Le pire est que la demoiselle va les suivre au pied de la lettre. Malheur à celui qui s'approchera!)[2].
- Manuscrit de Ayala :
Idem au précédent sauf la fin Desdichado de aquel que cargue con ella (Malheur à celui qui se chargera d'elle)[2].
- Manuscrit de la Bibliothèque nationale :
Las madres suelen ser alcahuetas de sus mismas hijas llevándolas a aciertos paseos y concurrencias.
(Les mères ont l'habitude d'être les entremetteuses de leurs propres filles, les conduisant à d'habiles sorties et rencontres)[2].

## Technique de la gravure
Cette gravure est dans la lignée des dessins de l'Album de Sanlúcar, à qui appartient le premier dessin préparatoire. La jeune fille reste silencieuse en écoutant les recommandations de l'entremetteuse. Il y a un grand contraste entre l'attitude distinguée de la dame et celle de la vieille (rappelant celle de la Célestine) qui est à son côté.
Dans le premier dessin préparatoire, le personnage de l'entremetteuse est plus grand et se tient de face, sa forme définitive apparaît dans le second dessin préparatoire. Il y a également des différences dans le fond entre les dessins et l'estampe.